# Kaliska-Parcele
Kaliska-Parcele – kolonia w Polsce, w województwie wielkopolskim, w powiecie konińskim, w gminie Wilczyn.
Do 31 grudnia 2024 miejscowość była częścią wsi Kaliska.